# Atari Portfolio

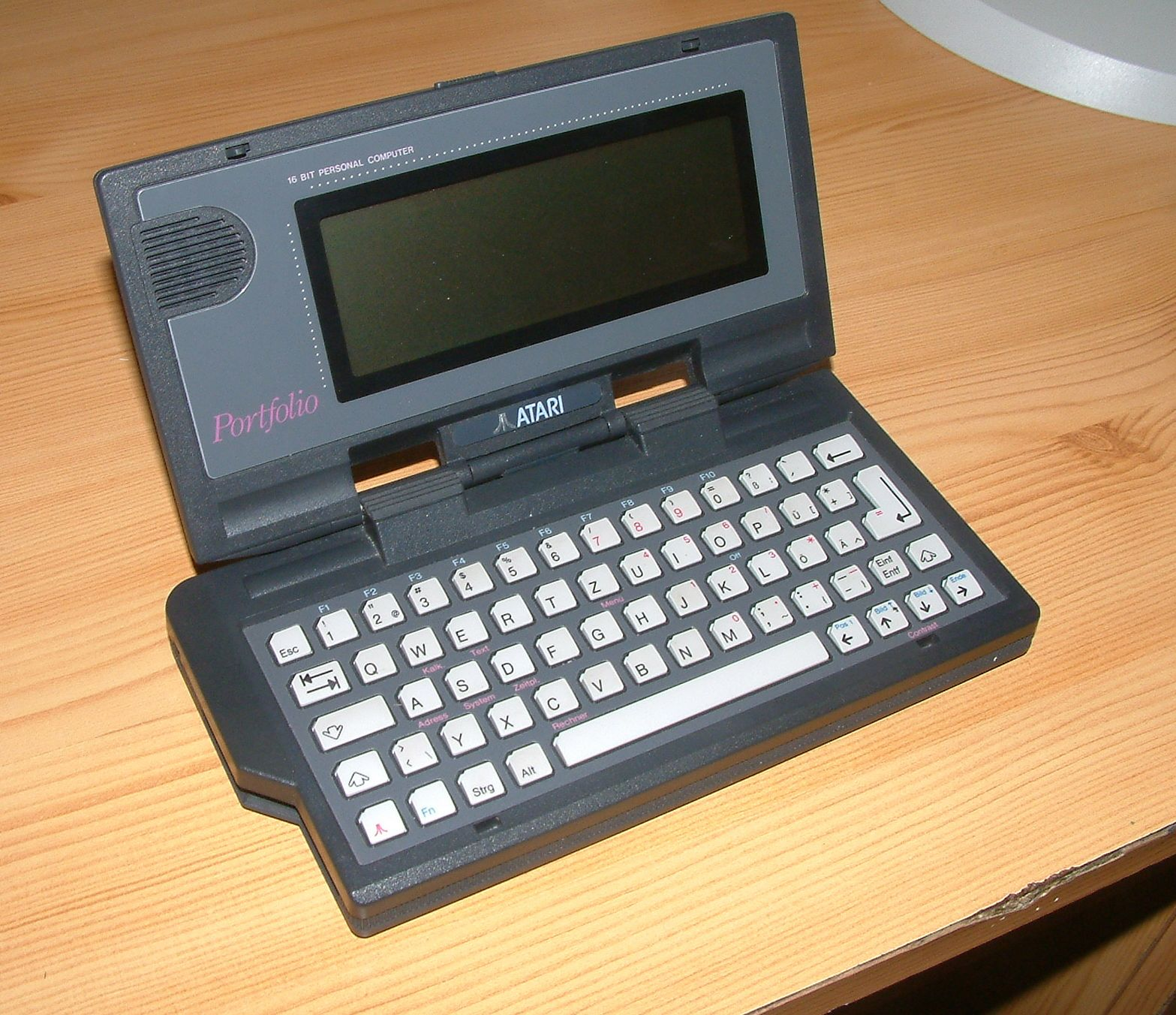
Atari Portfolio

Atari Portfolio je první palmtop kompatibilní s IBM PC. Počítač nevyvinula přímo firma Atari, ale společnost DIP (Distributed Information Processing), kterou založili bývalí zaměstnanci Psion.

## Konfigurace
Počítač je postaven na CPU 80C88 běžícím na 4,9152 MHz. Operační systém je variantou MS-DOS pojmenovanou DIP-DOS 2.11. Portfolio má RAM 128K a ROM 256K, ve které je OS a vestavěné programy. Paměť RAM se dělí na systémovou paměť a RAMdisk. LCD zobrazovač má rozlišení 40x8 znaků nebo 240x64 bodů a je monochromatický, nepodsvícený.
Do expazního slotu po pravé straně počítače se dá zasunout paralelní, sériový nebo MIDI interface. K dispozici je také modul s přídavnou RAM 512KB. Z neoriginálního Atari vybavení je asi nejznámější 3,5" disketová jednotka vyvinutá českou firmou.
Jako hlavní medium pro výměnu dat Portfolio používá RAM karty, které jsou dostupné ve velikostech 32, 64 a 128KB. Karty sice nejsou kompatibilní se standardem PC Card, ale jsou stejné jako dřív používala firma Korg a Waldorf ve svých syntezátorech.
Operační systém je standardně ve 3 jazycích (angličtina, francouzština, němčina). Existuje česká lokalizace, spočívající ve výměně ROM a nahrazení francouzštiny češtinou. Takto upravené portfolio používá znakovou sadu Kamenických.
Vestavěné programy jsou textový editor, tabulkový kalkulátor (kompatibilní s Lotus 1-2-3), adresář, plánovací kalendář a jednoduchý komunikační program pro přenos souboru pomocí paralelního rozhraní.
Na Portfolio je bohatá knihovna programů od souborových managerů, přes hry až po např. emulátor terminálu.
Pro Portfolio se stále vyvíjí nový software a hardware. Jedním z doplňků tak může být například čtečka CompactFlash karet, kterou lze používat místo originálních RAM karet.

## Zajímavosti
Atari Portfolio si zahrálo roli ve filmu Terminátor 2: Den zúčtování, kde jej John Connor používá k vyřazení bezpečnostního systému bankomatu a později k otevření dveří laboratoře Cyberdyne Systems.